# Lopez Lomong
Lopez Lomong (* 1. nebo 5. ledna 1985 Kimotong, Súdán) je americký atlet původem ze Súdánu, který se v běhu na 1 500 m zúčastnil Letních olympijských her v Pekingu v roce 2008. Během slavnostního ceremoniálu byl vlajkonošem USA.
V roce 2009 poprvé získal americký národní titul na dráze 1 500 metrů, o rok později znovu. Běhá nicméně všechny tratě od 800 metrů do pěti kilometrů.
Během druhé občanské války v Súdánu byl v roce 1991 jako šestiletý odebrán svým rodičům a držen v zajetí, z nějž se mu podařilo uprchnout. Dostal se do uprchlického tábora v Keni, později byl adoptován do USA.